# Austrophorocera isabeli
Austrophorocera isabeli är en tvåvingeart som först beskrevs av Baranov 1938.  Austrophorocera isabeli ingår i släktet Austrophorocera och familjen parasitflugor. Inga underarter finns listade i Catalogue of Life.